# زكية زوانات
زكية زوانات هي عالمة أنثروبولوجية من المملكة المغربية. ولدت زكية بفاس سنة 1957 (الوفاة 31 أغسطس 2012). درست علم الاجتماع واشتغلت كباحثة بجامعة محمد الخامس أكدال.

## الأبحاث
اشتهرت بأبحاث زكية زوانات حول الإرث الصوفي للمغرب ومظاهر حضوره عبر العالم٬ حيث يعتبر كتاب «مملكة الأولياء» مؤلفها الرئيس في هذا المجال٬ والذي كانت قد قدمته سنة 2009 للقرّاء المهتمين.
تتلخص فكرة هذا المؤلف في تعريف الجمهور المعاصر بالتصوف المغربي٬ لاسيما عبر إعادة اكتشاف القيم الأخلاقية والروحية والاجتماعية التي أسست لاحترام وتقديس الأولياء بين المغاربة.

## مصدر
1. 1 2  وفاة الأنثروبولوجية المغربية زكية زوانات. (و.م.ع 31 غشت 2012) نسخة محفوظة 02 سبتمبر 2012 على موقع واي باك مشين.